# Eutettix apricus
Eutettix apricus är en insektsart som beskrevs av Melichar 1903. Eutettix apricus ingår i släktet Eutettix och familjen dvärgstritar. Inga underarter finns listade i Catalogue of Life.